# Evangelische Kirche Sandbach

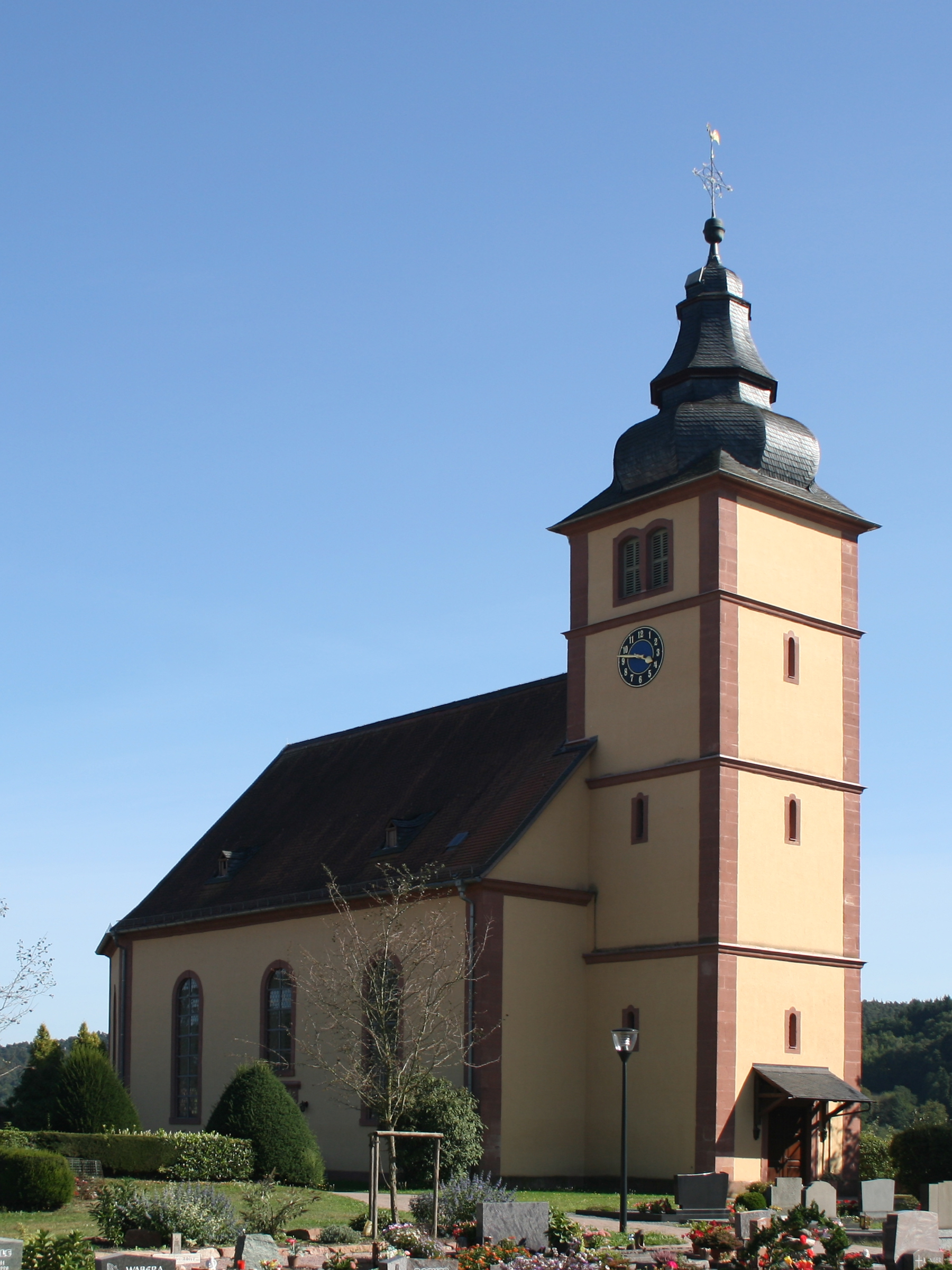
Ansicht der Kirche von Nordwesten

Die Evangelische Kirche Sandbach ist die Pfarrkirche der Kirchengemeinde für Sandbach und Wald-Amorbach in Breuberg-Sandbach und ein Kulturdenkmal nach dem Hessischen Denkmalschutzgesetz. Kirchlich gehört sie zum Dekanat Odenwald der Propstei Starkenburg der Evangelischen Kirche in Hessen und Nassau.

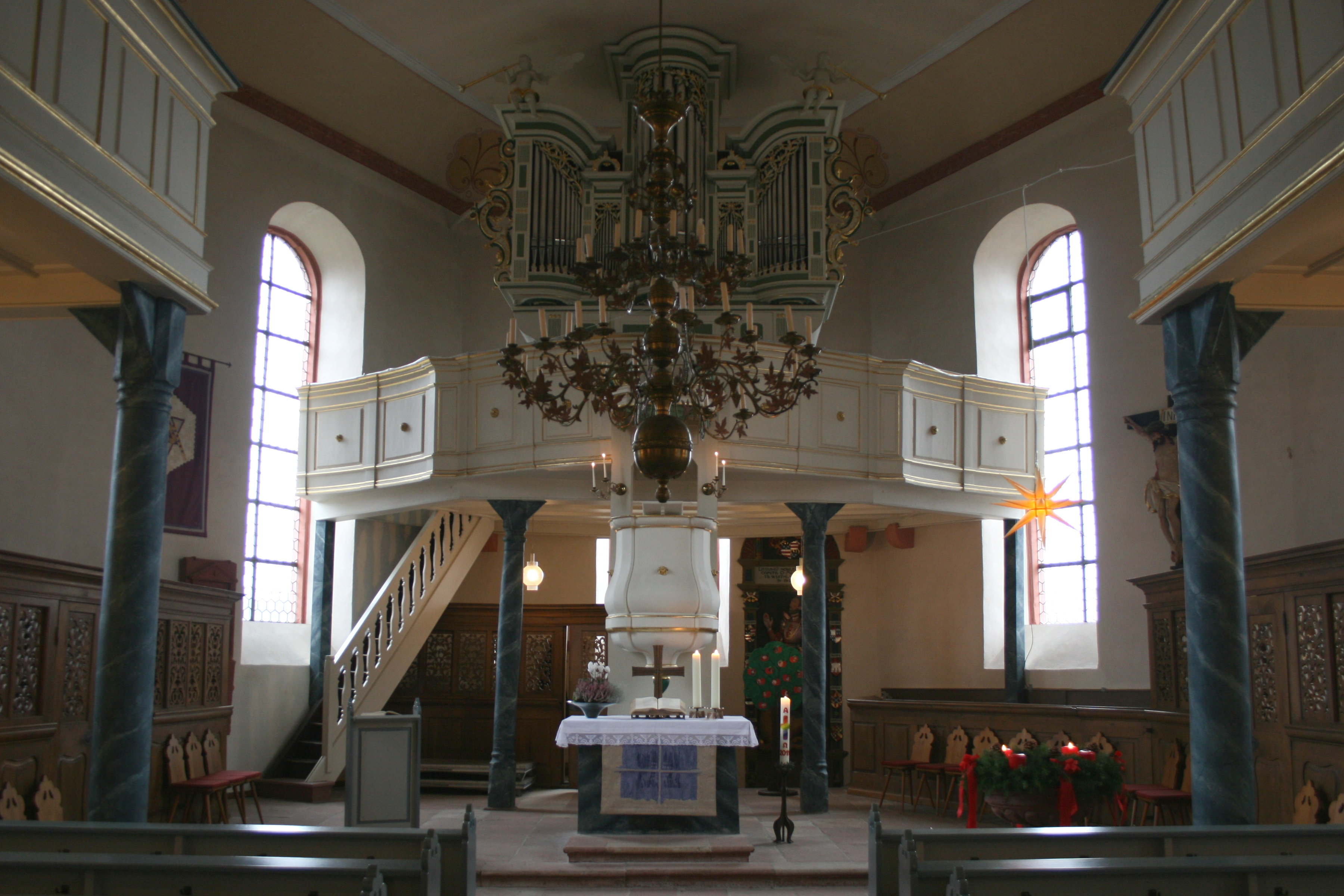
Blick in den Innenraum

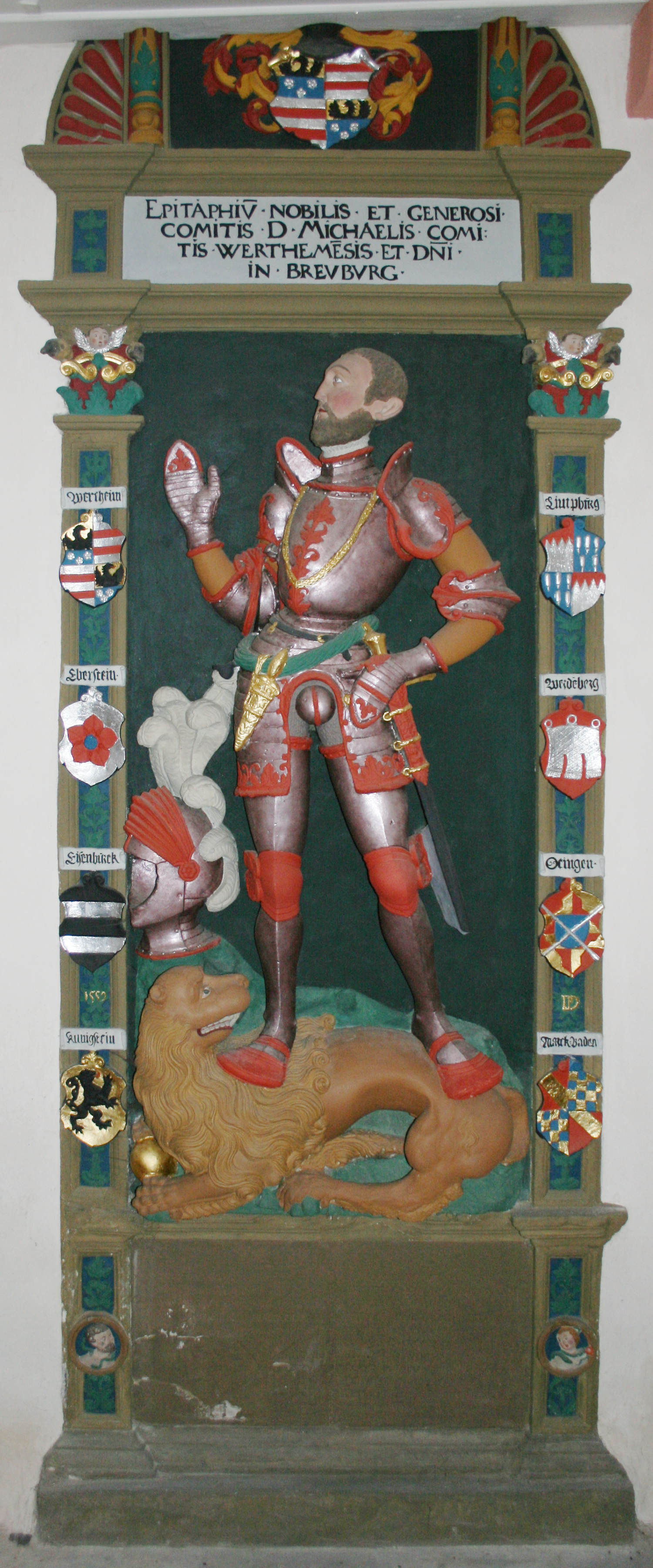
Epitaph Michaels III. von Wertheim.

## Geschichte
Die Kirche entstand, wie viele Kirchen des Mümlingtales als mittelalterliche Wehrkirche auf einem das Dorf beherrschenden Hügel. Erstmals urkundlich erwähnt wird sie 1320. Seit ihrer frühesten Geschichte diente sie als Mutterkirche der Herrschaft Breuberg, später als Grablege der jüngeren Breuberger Linie der Grafen von Wertheim.
Die Reformation der Kirche wurde durch die Grafen von Wertheim, Georg II. und Michael II., eingeleitet und nach 1537 durch die Gräfin Barbara von Wertheim als vormundschaftliche Regentin vollzogen.
Auf die früheste mittelalterliche Kirche folgte 1445 ein gotischer Bau. Dieser wurde wiederum 1786–89 durch die heutige, barocke Kirche ersetzt. Renovierungen in den Jahren 1908 und den 1970er Jahren bis 1986 haben den barocken Charakter weitgehend erhalten.

## Anlage
Ältester, mittelalterlicher Teil der Anlage ist der Kirchturm im Westen, der 1789 einen spätbarocken Haubenhelm erhielt. Das Langhaus ist als geräumiger Saalbau mit dreiseitigem Abschluss im Osten ausgeführt. Es besitzt ein relativ flaches Dach und neun rundbogig geschlossene Fenster. Die Ausstattung an der Altarseite mit Altar, Taufstein, Kanzel, Altarkreuz, Empore und Orgel entstammt der Bauzeit. Durch jeweils in der Mitte des Chores angeordneten Altar, Kanzel, Empore und Orgel erhält der Innenraum eine strenge, axiale Symmetrie.
Sehenswert ist an der Rückwand des Chores das Epitaph des Grafen Michael III. von Wertheim († 1556) mit farbiger Bemalung. Es wurde 1559 von Peter Dell dem Jüngeren in Würzburg geschaffen. Die Bildnisfigur zeigt den Grafen in Rüstung mit lebhafter Profildrehung des Oberkörpers. Außen sind zahlreiche Wappen als Ahnenprobe angeordnet. An der gegenüberliegenden Seite des Chores befindet sich der Grabstein des Pfarrers Scherpfius († 1569). Der schlichte Entwurf von guter Künstlerhand zeigt in der Ädikula den Pfarrer in Halbfigur.
Im östlichen Teil des Friedhofs, der die Kirche umgibt, sind weitere Grabsteine des 19. Jahrhunderts an der Kirchhofmauer aufgestellt.